# Ancien macédonien
Cette page contient des caractères spéciaux ou non latins. S’ils s’affichent mal (▯, ?, etc.), consultez la page d’aide Unicode.
Cet article concerne la langue parlée dans l'Antiquité au royaume de Macédoine. Pour la langue slave parlée aujourd'hui en Macédoine du Nord, voir macédonien.
 (octobre 2014).
L'ancien macédonien est une langue parlée dans l'Antiquité dans le royaume de Macédoine et dans la région antique et byzantine de la Macédoine.
On a pu l’écrire avec l’alphabet grec.

## Classification
Peu de textes ont survécu dans cette langue, et par conséquent sa classification est difficile. Différentes classifications ont été proposées, dont :
- une langue paléo-balkanique
- une langue sœur du grec ancien appartenant à un groupe appelé gréco-macédonien ;
- un dialecte grec proche du dorien.

Il faut signaler que les Grecs antiques[Lesquels ?] ont la plupart du temps nié l'hellénité des Macédoniens, les considérant comme des barbares.
Le fait que les Macédoniens anciens utilisaient l'alphabet grec est insuffisant pour en inférer une parenté avec le grec, dans la mesure où un grand nombre de peuples antiques ont fait de même.

### Controverse au vingtième siècle
Selon l'opinion du linguiste Otto Hoffmann (1906), le matériau linguistique livré par l'onomastique macédonienne, mais aussi par la toponymie et les noms de mois montrent que le macédonien est un dialecte grec.
Le linguiste Ronald Arthur Crossland (1982) considère pour sa part qu'on ne peut décrire avec certitude une langue sur la base de 130 inscriptions seulement, dont la plupart sont seulement des noms propres, et qu'il est impossible de conclure.
Certains linguistes et historiens[Lesquels ?] considèrent que le macédonien était une langue indépendante du grec.
La publication du texte d'une « tablette de malédiction » retrouvée en 1986 à Pella, la plus longue inscription connue dans cette langue, a néanmoins permis de faire progresser le débat, d'une part en suggérant que le macédonien parlé au début du IVe siècle av. J.-C. soit un dialecte du grec ancien, et d'autre part en montrant sa proximité à la fois par rapport au thessalien et aux dialectes du Nord-Ouest.